# Чугунов, Владимир Евгеньевич
Владимир Евгеньевич Чугунов (24 июля 1923, Ессентуки — 19 сентября 1973) — юрист, специалист по уголовному судопроизводству и криминологии; выпускник юридического факультета Азербайджанского государственного университета (1949), доктор юридических наук с диссертацией об уголовном процессе в КНР (1960); профессор и декан юридического факультета Ростовского государственного университета; полковник внутренней службы и заслуженный работник МВД СССР.

## Биография
Владимир Чугунов родился 24 июля 1923 года в городе Ессентуки, который вскоре стал частью Северо-Кавказского края СССР (сегодня — Ставропольский край РФ); являлся участником Великой Отечественной войны. Уже после Второй мировой войны, в 1949 году, он стал выпускником юридического факультета Азербайджанского государственного университета (сегодня — Бакинский государственный университет). После получения высшего образования стал занимался научно-исследовательской и педагогической деятельностью в советских ВУЗах.
В 1953 году Чугунов защитил в Москве, на юридическом факультете МГУ имени Ломоносова, кандидатскую диссертацию, выполненную под научным руководством профессора Натальи Жаворонковой, по теме «Основные черты уголовного процесса в общих судах Народно-демократической республики Чехословакии» — стал кандидатом юридических наук. Через семь лет, в 1960, он успешно защитил в Ленинграде, на юридическом факультете Ленинградского государственного университета имени Жданова (ЛГУ), докторскую диссертацию на тему «Уголовный процесс Китайской Народной Республики» — стал доктором юридических наук.
Чугунов являлся деканом юридического факультета Ростовского государственного университета (сегодня — юридический факультет Южного федерального университета); он также состоял на посту заведующего кафедрой уголовного права, процесса и криминалистики, являвшейся частью юридического факультета Воронежского государственного университета. В 1963 году в Воронеже он стал основателем одной из первых в СССР лабораторий по исследованию конкретных социологических причин и условий, способствующих совершению преступлений.
В конце апреля 1967 года Чугунов начал службу в органах внутренних дел СССР; он состоял в должности заместителя начальника контрольно-инспекторского отдела Министерство охраны общественного порядка (МООП) СССР. В период с июля 1968 по сентябрь 1973 года он являлся главой кафедру советского уголовного процесса и лабораторию конкретных социологических исследований Высшей школы МООП СССР, созданных по его инициативе. Позднее данные структуры перешли в подчинение МВД СССР. Чугунов входил в состав научно-консультативных советов, действовавших как при Верховном Суде СССР, так и при Генеральной прокуратуре СССР; он являлся членом методических советов Минвуза СССР и состоял во Всесоюзном обществе по распространению научных знаний. Являлся полковником внутренней службы и Заслуженным работником МВД СССР; скончался 19 сентября 1973 года и был похоронен в Москве на 25-м участке Востряковского кладбища.

## Работы
Владимир Чугунов являлся автором и соавтором более двух сотен научных работ, включая монографии и учебники; он специализировался на вопросах общей части уголовного процесса и проблемах уголовного судопроизводства зарубежных государств; изучал деятельность районного суда, полагая его основным звеном советской судебной системы, и проводил анализ ошибок как в следственной, так и в судебной практики в СССР:
- «Уголовный процесс в Чехословакии» (М., 1957);
- «Уголовный процесс зарубежных социалистических государств Европы» (М., 1967);
- «Уголовный процесс РСФСР» (Воронеж, 1968).